# 基隆迪语
基隆迪语（Kirundi）是一种班图语言，為布隆迪官方语言之一，在布隆迪有6百万使用者，在坦桑尼亚、刚果 (金)也有使用。总使用者达460万人。84%的使用者为胡图族。繆孫規律(米尤森規律)在基隆迪语中非常明显。

## 參閱
- 繆孫規律(Meeussen's rule/米尤森規律)
- 達爾法則(Dahl's law/輔音濁化規則)
- 合音 (語音學)

## 外部連結
- Ethnologue on Rundi （页面存档备份，存于） （英文）
- PanAfrican L10n page on Kirundi... （英文）
- 當代語言學概論 - 鍾榮富 （页面存档备份，存于）
- 从基库尤语动词不定式开始谈起 （页面存档备份，存于）